# 程莘农
程莘农（1921年8月24日—2015年5月9日），男，原籍安徽绩溪，生于江苏淮阴（今淮安），中国针灸学专家，首届国医大师，中国工程院资深院士。由程莘农独创的“程式三才”针灸手法，是联合国教科文组织人类非物质文化遗产中医针灸代表性传承人，被称为中国针灸界的泰斗。

## 生平
早年师从陆慕韩学习内科和妇科。1948年获民国考试院中医师证书，1956年毕业于江苏省中医进修学校。历任江苏省中医进修学校针灸教研室组长，北京中医学院针灸教研室副主任，中国中医研究院针灸研究所经络临床研究室、教学研究室主任，北京国际针灸培训中心副主任、主任医师、教授。1995年当选为中国工程院院士。
2015年4月27日，参加中国老龄事业发展基金珠海成立会，现身斗门区斗门镇敬老院，为老人们听脉问诊。2015年5月9日因病在珠海市人民医院逝世，享年93岁。
其孙程凯亦从事针灸治疗，并在北京中医药大学针灸推拿学院担任教授。